# Такомський міст
Тако́мський міст, або міст Тако́ма-Нерро́уз — висячий міст у США, у штаті Вашингтон, побудований через протоку Такома-Нерроуз (частина затоки П'юджет-Саунд) у місті Такома.

## Технічні характеристики
Початковий варіант моста спроєктував Леон Моіссеєв і його відкрито для руху 1 липня 1940 року. Ще під час зведення будівельники дали йому прізвисько «галопуюча Герті» (англ. Galloping Gertie), оскільки у вітряну погоду його дорожнє полотно сильно розгойдувалося (через малу висоту балки жорсткості).
Основні характеристики моста:
- загальна довжина — 1810 м;
- довжина центрального прольоту — 854 м;
- ширина — 11,9 м;
- діаметр основних (опорних) тросів — 438 мм;
- стріла провисання (різниця між висотою троса біля пілонів і висотою в точці його найбільшого провису[3]) — 70,7 м;
- пілони — сталеві на бетонних биках;
- висота балки жорсткості — 2,44 м.

## Аварія і руйнування
7 листопада 1940 року на 11:00 за місцевим часом при швидкості вітру близько 18 м/с сталася аварія, яка призвела до руйнування центрального прольоту моста.
Процес руйнування був знятий на 16-міліметрову кольорову кіноплівку Kodachrome. На основі знімання був створений документальний фільм «The Tacoma Narrows Bridge Collapse» (1940), що дозволив згодом докладно вивчити процес руйнування.
Аварія моста залишила значний слід в історії науки і техніки. Руйнування моста сприяло дослідженням в галузіаеродинаміки та аеропружності конструкцій і зміні підходів до проєктування всіх великопрольотних мостів у світі, починаючи з 1940-х років. У багатьох підручниках причиною аварії називають явище механічного резонансу, коли зовнішня частота вітрового потоку збігається зі власною частотою коливань конструкцій моста. Однак справжньою причиною став аеропружний флаттер (динамічні крутильні коливання) через недоврахування при проєктуванні споруди вітрових навантажень.
Процес руйнування описано так:

Обрив підвісок центрального прольоту спричинив провисання бічних прольотів і нахил пілонів. Сильні вертикальні і крутильні коливання моста стали наслідком надмірної гнучкості конструкції та відносно малої здатності моста поглинати динамічні сили… Міст був запроєктований і правильно розрахований на дію статичних навантажень, в тому числі й вітрового, але аеродинамічну дію навантаження враховано не було. Крутильні коливання виникли внаслідок дії вітру на проїжджу частину близько горизонтальної осі, паралельної поздовжній осі моста. Крутильні коливання посилювалися вертикальними коливаннями тросів. Опускання троса з одного боку моста і підняття його з іншого викликали нахил проїжджої частини і породили крутильні коливання.

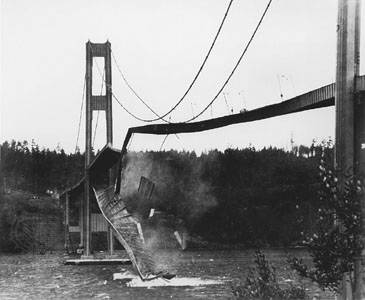
Момент руйнування головного прольоту.

Демонтаж пілонів і бічних прольотів був початий незабаром після аварії і тривав до травня 1943 року. При будівництві нового моста були використані анкерні стояни, бики пілонів і деякі інші складові частини старого моста. Повністю відновлений міст (англ. Westbound bridge) було відкрито 14 жовтня 1950 року і він став третім на той момент найдовшим висячим мостом у світі (загальна довжина — 1822 м, довжина центрального прольоту — 853 м). Для додаткової стійкості і зниження аеродинамічних навантажень у конструкцію нового моста введено відкриті ферми, стійки жорсткості, деформаційні шви та системи гасіння вібрацій. Пропускна здатність моста — 60 тис. автомобілів на добу.
У 2002—2007 роках для збільшення пропускної здатності шосе, поруч зі старим зведено ще один міст (англ. Eastbound bridge), що має загальну довжину 1645,9 м, довжину центрального прольоту 853,4 м і висоту пілонів 155,4 м.

## Цікаві факти
- Архітектор Леон Моіссеєв[en] який розробив Такомський міст, до цього розробив і знаменитий Мангеттенський міст, який і досі стоїть.
- 20 травня 2010 року сильне розхитування, амплітудою близько 1 м, внаслідок вітру, пережив і Волгоградський міст.